# Christian Clauß
Christian Clauß (* 4. April 1984 in Frankenberg/Sachsen) ist ein deutscher Schauspieler und Sprecher.

## Leben
Christian Clauß wurde im DDR-Bezirk Karl-Marx-Stadt geboren. Er absolvierte zunächst vor seiner Schauspielausbildung ein Ingenieurstudium an der Fachhochschule Merseburg. Von 2007 bis 2011 studierte er anschließend Schauspiel an der Hochschule für Musik und Theater Felix Mendelssohn Bartholdy in Leipzig.
Von 2009 bis 2011 war er Mitglied des Schauspielstudios des Staatsschauspiels Dresden und spielte bereits erste kleine Rollen. Hierzu gehörten u. a. Sandor Mayer in Die Firma dankt von Lutz Hübner (2011; Regie: Susanne Lietzow), Abraham, der Diener im Hause Montague, in Romeo und Julia (2009; Regie: Simon Solberg) und Eginhard von der Wart in Das Käthchen von Heilbronn (2010; Regie: Julia Hölscher). In der Spielzeit 2010/11 gastierte er am Nationaltheater Weimar als Benvolio in Romeo und Julia.
Ab der Spielzeit 2011/12 war er bis zum Ende der Spielzeit 2016/17 festes Ensemblemitglied am Staatsschauspiel Dresden. Zu seinen Bühnenrollen dort gehörten u. a. Bassanio in Der Kaufmann von Venedig (2011; Regie: Tilmann Köhler), der Räuber Roller und Daniel, der Hausknecht des Grafen von Moor, in Die Räuber (2012; Regie: Sebastian Baumgarten), Orest in Die Fliegen (2012; Regie: Andreas Kriegenburg), der Kammerdiener Michel in Der Parasit (2013; Regie: Stefan Bachmann), Graf Appiani in Emilia Galotti (2013; Regie: Sandra Strunz), Truffaldino in Der Diener zweier Herren (2013; Regie: Bettina Bruinier), Sebastian in Was ihr wollt (2014; Regie: Andreas Kriegenburg), Mellefont in Miß Sara Sampson (2015; Regie: Sebastian Kreyer), Le Beau in Wie es euch gefällt (2015; Regie: Jan Gehler) und der Kerkermeister in Maß für Maß (2015; Regie: Tilmann Köhler).
In der Spielzeit 2015/16 übernahm er am Staatsschauspiel Dresden die Rolle des Emil Gross, genannt Sterneck, in Der Raub der Sabinerinnen von Franz und Paul von Schönthan (Regie: Susanne Lietzow). In der Spielzeit 2016/17 spielte er am Staatsschauspiel Dresden u. a. die Rolle des Horatio in einer Neuinszenierung von Hamlet (Regie: Roger Vontobel). In der Spielzeit 2016/17 übernahm er außerdem die Rolle des Schermajah in Hiob (Premiere: Februar 2017, Regie: Nurkan Erpulat). Den Horatio spielt Clauß am Staatsschauspiel Dresden auch weiterhin, so in der Spielzeit 2017/18.
Gelegentlich war Clauß auch als Film- und Fernsehschauspieler tätig. In dem russischen Spielfilm Paradies von Andrei Sergejewitsch Michalkow-Kontschalowski spielte er eine Hauptrolle, den deutschen SS-Standartenführer Helmut von Axenberg. Im Februar 2017 war er in der ZDF-Krimiserie SOKO Leipzig in einer Nebenrolle zu sehen, als tatverdächtiger Exfreund einer ermordeten Reisejournalistin. In der ZDF-Reihe Inga Lindström spielte Clauß in der im Februar 2018 erstausgestrahlten Folge Lilith und die Sache mit den Männern die männliche Hauptrolle als Archäologe Magnus Blomquist. In der 4. Staffel der Fernsehserie In aller Freundschaft – Die jungen Ärzte übernahm er in Folge 154 (Erstausstrahlung: September 2018) eine Episodenhauptrolle; er spielte den Risiko-Analysten Lutz Weimann, der nach einer Verletzung beim Möbelpacken ins Krankenhaus eingeliefert wird.
Clauß war auch als Hörspielsprecher (u. a. in Produktionen des MDR und NDR) tätig. Er lebt in Dresden.

## Filmografie (Auswahl)
- 2012: Notruf Hafenkante (Fernsehserie; Folge: Abgetaucht)
- 2016: Paradies (Kinofilm; Russland)
- 2016: Der Papagei[5] (Kurzfilm)
- 2017: SOKO Leipzig (Fernsehserie; Folge: Endstation Hostel)
- 2018: Inga Lindström: Lilith und die Sache mit den Männern (Fernsehreihe)
- 2018: In aller Freundschaft – Die jungen Ärzte (Fernsehserie; Folge: Stunde Null)
- 2019: Terra X: Ein Tag in …: Berlin 1926. Ein Tag im Leben des Kriminalkommissars Fritz Kiehl
- 2022: Notruf Hafenkante (Fernsehserie; Folge: Die Nixe)
- 2022: Trügerische Sicherheit (Fernsehfilm)
- 2024: Friesland: Sterneduell (Fernsehreihe)